# Циклон

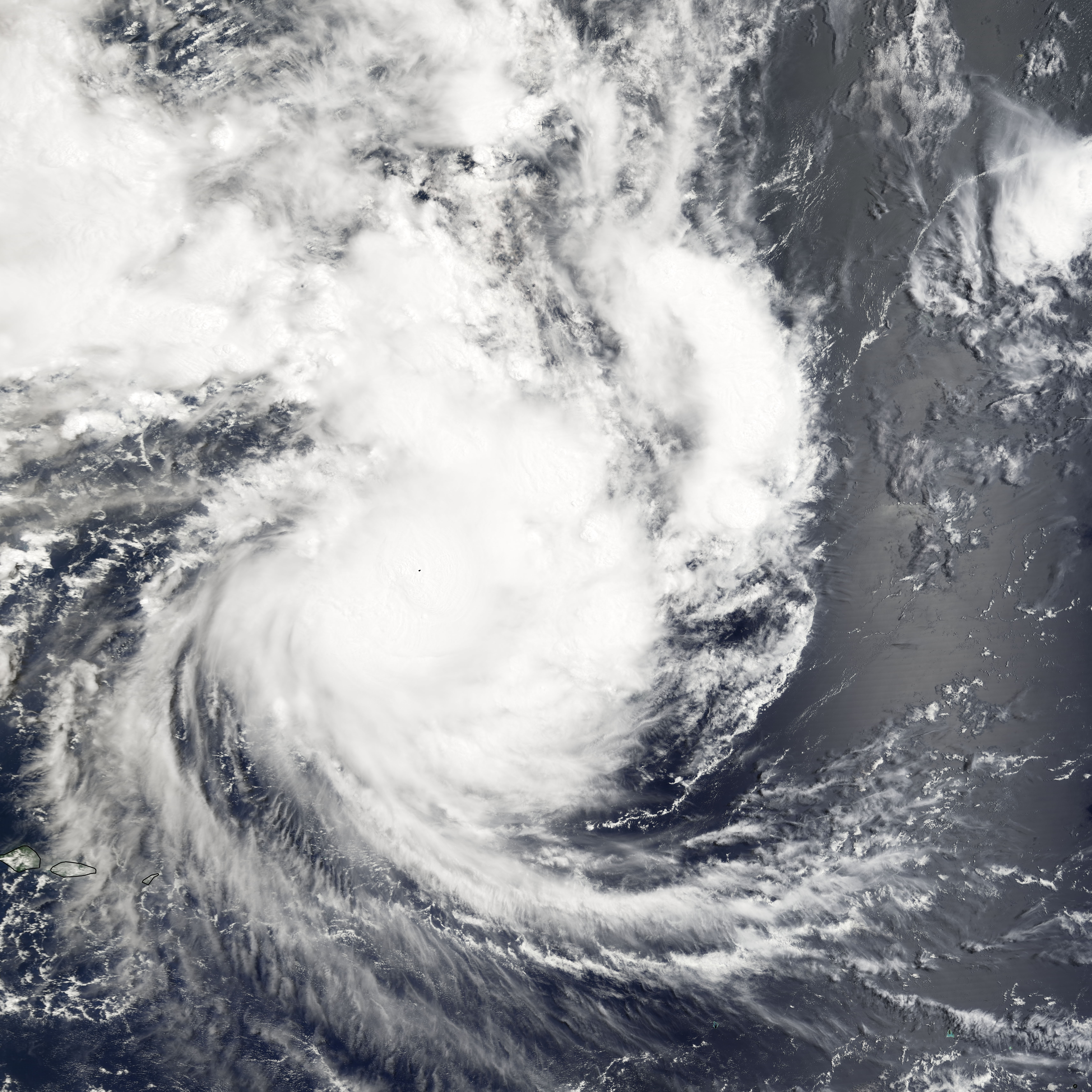
Циклон Персю

Цикло́н — атмосферний вихор з низьким тиском в центрі. Вітри в циклоні в північній півкулі дмуть проти годинникової стрілки, і в нижньому шарі відхиляються до центру, в південній півкулі — за годинниковою стрілкою.
Циклони постійно й природно з'являються через обертання Землі, завдяки силі Коріоліса. Проходження циклону пов'язане з утворенням потужної хмарності і випадінням опадів.
Розрізняють два основні види циклонів — позатропічні й тропічні. Позатропічні утворюються в помірних або полярних широтах і мають діаметр від тисячі кілометрів на початку розвитку, і до декількох тисяч у випадку так званого центрального циклону. Другі утворюються в тропічних широтах і мають менші розміри (сотні, рідко — більше тисячі кілометрів), але великі баричні градієнти й швидкості вітру, що доходять до штормових. Тропічні циклони можуть у процесі свого розвитку перетворюватися у позатропічні.
Нижче 8-10° північної й південної широти циклони виникають дуже рідко, а в безпосередній близькості від екватора — не виникають зовсім.
Циклони виникають не тільки в атмосфері Землі, але й в атмосферах інших планет. Наприклад, в атмосфері Юпітера вже багато років спостерігається так називана Велика червона пляма, що є, як видно, довготривалим циклоном. Однак, циклони в атмосферах інших планет вивчені недостатньо.
Циклогенéз — утворення циклону, в помірних широтах виникає на фронтах.

## Класифікація
Згідно зі шкалою ураганів Саффіра-Сімпсона потужність урагану розбивається на п'ять категорій:
- Категорія 1 — максимальна постійна швидкість вітру в діапазоні 119-153 км/год.
- Категорія 2 — швидкість вітру 154—177 км/год.
- Категорія 3 — швидкість вітру 178—209 км/год.
- Категорія 4 — швидкість вітру 210-249 км/год.
- Категорія 5 — швидкість вітру понад 249 км/год.

Через глобальну зміну клімату урагани стають все потужнішими і несуть все більше шкоди, тому існують пропозиції ввести ще один, шостий рівень, мегаурагани, куди будуть відноситися урагани зі швидкістю вітру понад 309 км/год

## Структура
Є цілий ряд структурних характеристик загальний для всіх циклонів. Циклон являє собою область низького тиску. Центр циклону (в зрілого тропічного циклону називається «оком циклону»), є область найнижчого атмосферному тиску в регіоні. Поруч з центром, градієнт сили тиску (від тиску в центрі циклону в порівнянні з тиском зовні циклону) і силою від ефекту Коріоліса, повинен бути в приблизній рівновазі, щоб циклон не зруйнувався в собі в результаті різниці тисків.
Через ефект Коріоліса, потік вітру навколо великого циклону направлений проти годинникової стрілки в Північній півкулі і за годинниковою стрілкою в Південній півкулі.

## Енергія циклона
Проходження тропічного циклону над океаном спричиняє значне охолодження поверхневих шарів океану приблизно на 1°С на глибину 1 м. Ця енергія виділяється під час конденсації водяної пари, і живить циклон. Загальна енергія, що виділяється у тропічному циклоні середнього розміру, становить близько 1018 Дж за добу. Це приблизно у 70 разів більше за споживання всіх видів енергії людством, у 200 разів більше світового виробництва електроенергії.

## Формування
Циклогенез — розвиток або посилення циклонічної циркуляції в атмосфері (область низького тиску). Це загальний термін для декількох різних процесів, які всі призводять до розвитку якогось одного різновиду циклону.
Розрізняють два основні види циклонів — позатропічні й тропічні. Перші утворюються в помірних або полярних широтах і мають діаметр від тисячі кілометрів на початку розвитку, і до декількох тисяч у випадку так званого центрального циклону. Позатропічні циклони формуються у вигляді хвиль уздовж погодних фронтів, перш ніж ці фронти зімкнуться у фронт оклюзії, який пізніше сформує в їхньому життєвому циклі холодне ядро циклону.
Тропічні циклони утворюються у зв'язку з наявністю великої кількості прихованої теплоти, обумовлюючи значну грозову активність і ядра тепла. Вони можуть бути надзвичайно небезпечними. Здебільшого для формування тропічного циклону потрібна температура приповерхневого шару океанської води щонайменш 26,5 °C на глибині щонайменш до 50 м. Іншим необхідним чинником є швидке охолодження повітря з висотою, що дає змогу вивільнення енергії конденсації, головного джерела енергії тропічного циклону. Також для утворення тропічного циклону необхідна висока вологість повітря у нижніх та середніх шарах тропосфери; за умови великої кількості вологи у повітрі умови сприятливіші для утворення нестабільності.

### Основні теорії формування
Уявлення про механізм виникнення циклонів аж до 20-го століття не відрізнялися ясністю і були вельми спрощеними. В 20 столітті були розвинуті термічна (конденсаційна), механічна, хвильова, дивергентна, адвективно-динамічна теорії формування циклонів, які були більш повними, але продовжували бути недостатньо повними і не враховували усіх факторів.
Зараз [коли?] установлено, що переважна більшість циклонів, які виникають в помірних широтах, є фронтальними хвильовими збуреннями.
Фронтальні циклони (і антициклони) є результатом виникнення на тропосферному фронті динамічно нестійких бароклінних хвиль. Бароклінна нестійкість визначається як динамічна нестійкість в основному перенесенні в атмосфері, пов'язана з наявністю меридіонального градієнта температури, і, отже, термічного вітру. Атмосфера при цьому знаходиться в квазигеострофічній рівновазі (стан руху, при якому горизонтальна складова сили обертання Землі врівноважує силу горизонтального баричного градієнта у всіх точках поля, тобто вітер в точках поля є геострофічним, що може бути прийняте у вільній атмосфері, за винятком екваторіальних широт) і володіє статичною стійкістю.

## Розвиток циклону
У житті циклону виділяють кілька стадій розвитку:
1. Початкова стадія (стадія виникнення),
2. Стадія молодого циклону,
3. Стадія максимального розвитку,
4. Стадія заповнення циклону.

Для початкової стадії розвитку циклону, що триває приблизно добу, характерний процес від перших ознак виникнення до появи першої замкнутої ізобари на приземної мапі погоди. Різниця тисків між центром і периферією становить не більше 5-10 мб. На великих висотах вихори в початковій стадії не простежується.
Під час другої стадії розвитку, тривалість якої також зазвичай не більше доби, циклони мають вже не менше 2-х замкнутих ізобар. Термобаричне поле деформується, циклон поглиблюється, перетворюється на потужний атмосферний вихор зі значними швидкостями вітру. Циклонічна циркуляція поширюється у верхні шари тропосфери.
Третя стадія характеризується найменшим тиском у центрі циклону. Тривалість стадії не більше 12-24 годин.
Під час останньої стадії циклон заповнюється. Біля поверхні Землі в центрі циклону тиск підвищується. Горизонтальні градієнти тиску і швидкості вітру поступово зменшуються. Дана стадія найбільш тривала — 4 доби і більше.

### Стадія виникнення

Виникнення позатропічного циклону. Чорними лініями позначено ізобари, синім — холодний, червоним — теплий атмосферний фронт.

Тривалість стадії виникнення циклону триває від перших ознак виникнення баричного утворення до появи першої замкнутої ізобари на приземній мапі погоди. Процес триває приблизно добу. У початковій стадії розвитку циклонічні градієнти тиску і вітри слабкі, атмосферний фронт слабо збурений. Циклон в початковій стадії — зазвичай низьке баричне утворення.
Стадії молодого фронтального циклону відповідає деформація фронтальної хмарної смуги. У місці виникнення хвилі, в передній частині, хмарна смуга розширюється у бік холодного повітря і виявляє антициклонічний вигин (в сторону холодного повітря). Тут в результаті висхідного ковзання теплого повітря починає формуватися хмарна смуга теплого фронту. На північній периферії хмарності теплого фронту видно викиди перистих хмар, що свідчить про активний процес циклогенезу. У тилу хвилі — циклонічному вигині, формується холодний фронт.
На відміну від слаборозвиненої хвилі, смуги перистої хмарності попереду активної хвилі свідчать про те, що тут у верхній половині тропосфери відбувається винесення теплого повітря і формується термічний гребінь. У тилу активної хвилі хмарна смуга звужується і прогинається у бік теплого повітря. Тут в нижній половині тропосфери поширюється холодне повітря, і формується термічна улоговина.
Таким чином, утворюються сполучені області адвекції холоду і адвекції тепла, так звана адвективна термічна пара. Чим значніше горизонтальний градієнт адвекції в області хвилі, тим інтенсивніше протікатиме циклогенез і розвиватися хмарність. Біля поверхні Землі атмосферний тиск падає, з'являються замкнуті ізобари, збільшується зона опадів.
Формування циклону на стаціонарному атмосферному фронті вказує, що в наступну добу збільшаться градієнти температури та посиляться опади на теплому фронті. На холодному фронті погодні умови істотно не зміняться.

### Стадія молодого циклону

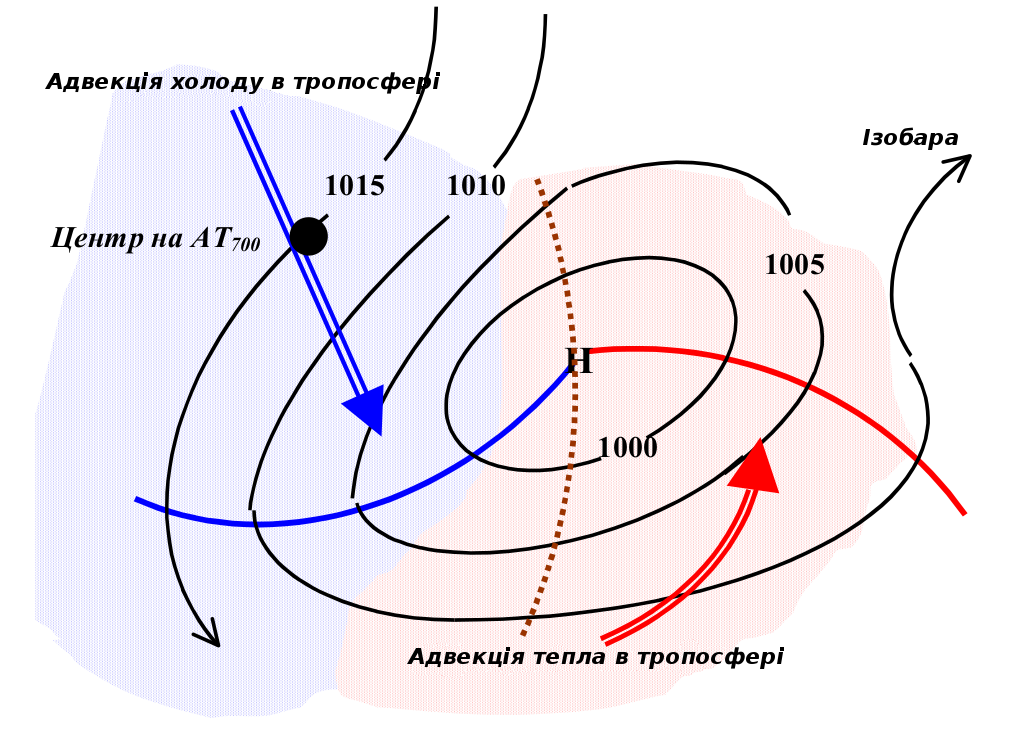
Стадія молодого позатропічного циклону

У літературі можна зустріти термін, що характеризує дану стадію, як «ідеальний циклон». Дана стадія триває не більше 1 доби, зазвичай 12 год. Біля поверхні Землі циклон заглиблюється, тобто тиск в центрі знижується, збільшується кількість замкнутих ізобар, збільшується циклонічна кривина холодного фронту, звужується теплий сектор. Центр молодого циклону збігається з вершиною теплого сектора. У цій стадії в системі циклону відзначаються найбільші швидкості вітру. Термобаричне поле значно деформується. Зона найбільшої густоти ізогіпс зі значними швидкостями вітру змістилась на південь від приземного центру. Розподіл адвекції і динамічних змін тиску в цій стадії в основному мало відрізняються від їх розподілу в попередній стадії.
Над передньою частиною приземного циклону і над його теплим сектором розташовується термічний гребінь, над тиловій — термічна улоговина. Циклон є термічно асиметричним баричним утворенням. У передній частині циклону посилюється адвекція тепла, в тиловій — адвекція холоду, що обумовлює посилення термічних змін тиску. Область падіння тиску раніше захоплює центральну частину циклону, найбільше падіння тиску спостерігається в його передній частині.
Дослідженнями встановлено, що в системі розвиваються циклонів різниці температур між холодним і теплим повітрям зазвичай перевищують 8-10 ° С на відстані 1000 км по нормалі до фронтальній зоні. Із зростанням адвекції тепла зростає інтенсивність висхідних рухів, які захоплюють всю передню і центральну частина циклону, і сприяють загальному охолодженню повітря в циклоні.
У міру розвитку циклону деформація фронтальний хмарної смуги збільшується. Хмарний масив в стадії молодого циклону набуває вихрову структуру. Утворюються дві хмарні спіралі, що сходяться у вершині хвилі. У передній частині циклону формується потужна система шаруватих хмар, пов'язана з теплим фронтом, в тилу — чітко простежується фронтальна смуга холодного фронту з купчастими і купчасто дощовими хмарами.
У передній частині молодого циклону спостерігаються хмари й опади теплого фронту, в теплому секторі — тумани, шаруваті хмари, мряка. В тилу циклону — характерна для холодного фронту конвективна хмарність, зливові опади, потім після проходження холодного фронту — умови погоди, властиві нестійкою холодної повітряній масі.
Інтенсивність процесу циклогенезу може бути оцінена за розміром щільного хмарного масиву, пов'язаного з теплим фронтом. Більш великі і щільні хмарні масиви вказують на більш швидкий процес циклогенезу. Наявність компактної хмарної смуги теплого фронту вказує, що він досяг свого максимуму. Деградація хмарності теплого фронту вказує на зменшення кількості опадів на ньому. Стадія молодого циклону продовжується до тих пір, поки в циклоні зберігається теплий сектор біля поверхні Землі. Подальший розвиток циклону призводить до процесу окклюдірованія циклону. Циклон переходить у стадію максимального розвитку.

### Стадія максимального розвитку циклону

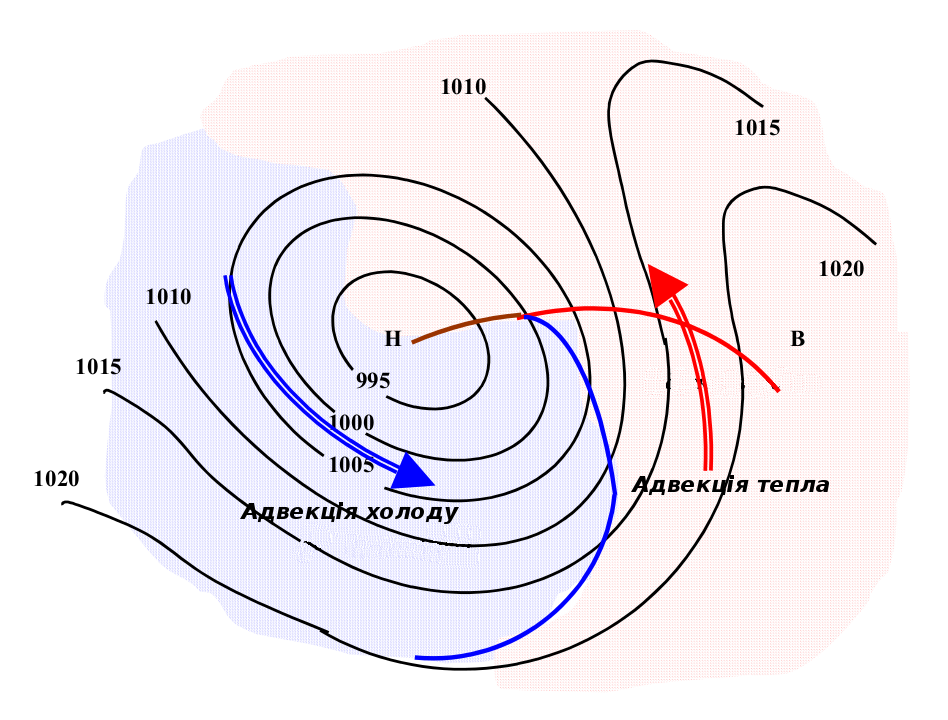
Стадія максимального розвитку позатропічного циклону

Під час третьої стадії розвитку, або стадії максимального розвитку, циклон у поверхні Землі досягає найбільшої глибини, після чого починається його заповнення. Тривалість стадії від 12 годин до доби.
Приземне поле тиску в циклоні характеризується великим числом замкнутих ізобар і значними баричними градієнтами. Відбувається змикання теплого і холодного фронтів — оклюзія циклону. Температури над тиловою і центральною частиною циклону зменшуються. Зона найбільших горизонтальних градієнтів температури розташовується на периферії щодо приземного циклону. Гребінь тепла значно звузився і змістився в передню частину циклону. Улоговина холоду розташовується ближче до центру приземного циклону.
Під час стадії максимального розвитку позатропічного циклону хмарна смуга на супутникових знімках являє собою великий хмарний вихор з потужною хмарною системою. Змикання хмарних спіралей холодного і теплого фронтів призводить до утворення єдиної спіралі фронту оклюзії. Процес змикання починається в центрі циклону і поступово зсувається до периферії циклону.

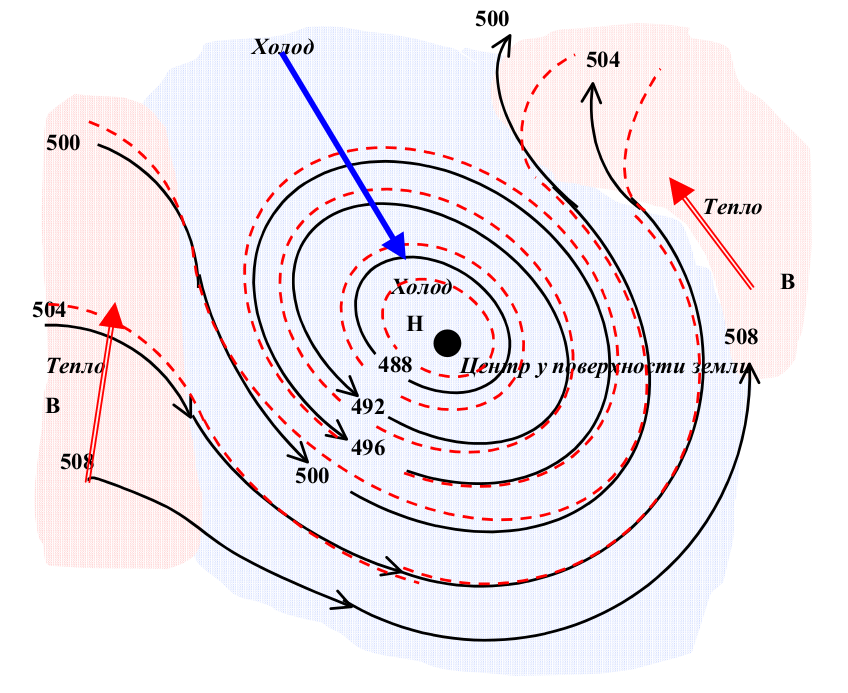
Стадія заповнення (оклюзії) позатропічного циклону

### Стадія заповнення циклону
Центр циклону біля поверхні Землі заповнюється, в циклоні знаходиться тільки холодне повітря, центри циклону біля поверхні Землі і на висотах практично збігаються (висотна вісь квазівертікальна) і суміщаються з центральною частиною області холоду. Циклон стає термічно симетричним баричним утворенням. Тривалість даній стадії — зазвичай від 4 діб і більше.
З самого початку розвитку циклону в його системі безперервно відбувається зниження температури повітря на висотах. У результаті загального зниження температури повітря в системі циклону спочатку існували горизонтальні контрасти температури переміщаються на його периферію, а циклон заповнюється однорідним холодним повітрям. Процес переміщення найбільших контрастів температури є процес окклюдірованія циклону і поступового припинення його діяльності. Циклон повністю стає осередком холоду в тропосфері. На північно-західній периферії циклону спостерігається адвекція тепла, слабка адвекція тепла зберігається на північно-східній периферії циклону.
Циклонічний вихор може простежуватися до верхньої межі тропосфери. Фронтальна зона розташовується на далекій периферії циклону. Циклон розташовується на циклонічної стороні фронтальної зони.
Починаючи зі стадії розвиненого циклону, йде швидкий процес оклюзії, який приводить до поглинання хмарної смуги теплого фронту, яка частково ще й розмивається. Поступово хмарна смуга теплого фронту практично повністю деградує, від неї залишається лише невеликий виступ у точки оклюзії. На відміну від теплого фронту, холодний фронт залишається активним протягом наступних діб після утворення компактної хмарної спіралі. Хмарність фронту оклюзії плавно переходить у хмарну смугу холодного фронту, утворюючи єдину хмарну спіраль фронту оклюзії, яка в міру оклюдовуваня циклону все більше закручується навколо висотного центру циклону. Ця структура досить стійка і триває близько 3-х діб. У тилу циклону з'являються хмарні смуги вторинних фронтів. Вони, як правило, відокремлені від центру хмарного вихору безхмарним зоною шириною 200—300 км.

### Слід циклону
Дослідження стадій розвитку циклону по хмарним знімкам дозволило побачити наявність ще одного етапу в розвитку хмарного вихору. Подальше заповнення циклону характеризується відділенням (ізоляцією) хмарного вихору від основної хмарної смуги. Такий ізольований вихор може існувати в даному районі ще кілька діб, визначаючи тут характер погоди. Після того, як циклонічна циркуляція уже не виявляється ні у поверхні Землі, ні на висотах в тропосфері, спостереження з штучних супутників Землі над даними районом ще фіксують вихрову структуру хмарності, характерну для циклону.
Ця структура отримала назву «слід циклону». Наступ циклону виявляється не тільки після заповнення циклону, а й ще протягом 1-1.5 доби. Хмарна система має форму крабоподібної плями. Наявність сліду циклону показує, що в центральній частині колишнього циклону, незважаючи на вирівнювання полів тиску і вітру, значення вологості і температури ще продовжують істотно відрізнятися від оточуючих значень.